# Хименес, Хуан Исидро
Хуан Исидро Хименес Перейра (исп. Juan Isidro Jiménez Pereyra; 15 ноября 1846 — 9 мая 1919) — доминиканский государственный деятель, президент Доминиканской Республики (1899—1902 и 1914—1916).

## Биография
До начала активной политической деятельности был успешным предпринимателем, во время правления Улиссеса Эро и Орасио Васкеса периодически оказывался в ссылке, поскольку рассматривался в качестве последователя Буэнавентуры Баэса.
После убийства президента Улиссес Эро в июле 1899 г. в ноябре того же года становится президентом Доминиканской Республики. На этом посту пытался уменьшить огромный государственный долг путем переговоров с двумя европейскими кредиторами в 1899 г. и с США в 1900 г. Однако в своих полномочиях он был ограничен противоречиями двух основных политических групп (его сторонниками — «хименистами» и «орастистами», приверженцами вице-президента Орасио Васкеса), а также положениями Конституции 1896 г., закреплявшую долговую политику Эро. При этом Соединенные Штаты постепенно усиливали поддержку своих компаний, работающих в Доминиканской Республике.
Сложность ситуации привела к обострению отношений между главой государства и вице-президентом. В результате 3 мая 1902 г. он был свергнут Васкесом и жил в вынужденной эмиграции. Позже его сторонники распалились на две группировки: возглавляемую им «Синюю партия» (Bolos Patas Blancas) и «Красную партию» (Bolos Patas Prietas), лидером которой стал Дезидерио Ариас.
В декабре 1914 г. он вновь занял пост президента Доминиканской Республики, получив большинство голосов на октябрьских выборах. Сохранившиеся разногласия с группой Ариаса, занявшего пост военного министра, и сторонниками Васкеса осложнились усилением противоречий с США. С началом Первой мировой войны американское правительство выпустило дипломатическую готу, в которой потребовало: назначения финансового эксперта для контроля за таможенными пошлинами и государственными расходами, роспуска вооруженных сил и создания национальной гвардии под командованием американских офицеров, также предписывалось назначить американского генерального директора, контролирующего осуществление общественных работ.
Доминиканской президент выступил резким противником этого документа, выступил с воззванием к народу. Он сместил Ариаса с должности военного министра и министра военно-морского флота, обвинив его в измене и отстранив его последователей от занимаемых должностей. Номинально поддержав Хименса, в начавшемся конфликте с Ариасом, администрация Вудро Вильсона настаивала на официальной просьбе о военной помощи, однако доминиканский президент ее не направлял. 4 мая 1916 г. без предварительного разрешения Соединенные Штаты начали высаживать свои войска под предлогом защиты своих законных интересов. Осознав, что дальнейшие конфронтация с Ареалов приведет к увеличению американского контингента, 7 мая он ушел в отставку.
Похоронен в Кафедральном соборе Санто-Доминго.
Один из его сыновей Хосе Мануэль Хименес был министром общественных работ и развития в правительстве Рафаэля Леонидаса Трухильо.